# 薛顕
薛 顕（せつ けん、? - 洪武20年8月16日（1387年9月28日））は、元末明初の軍人。徐州蕭県の人。朱元璋に仕えて、明建国の功臣となった。

## 生涯
| 姓名         | 薛顕                                                 |
| 時代         | 元代 - 明代                                          |
| 生没年       | 生年不詳 - 洪武20年（1387年）                        |
| 字・別名     | -                                                    |
| 本貫・出身地 | 徐州蕭県                                             |
| 職官         | 元帥（趙均用）→親軍指揮（明） →江西行省参政→行省右丞 |
| 爵位         | 永城侯（明）→永国公                                  |
| 諡号         | 桓襄                                                 |
| 陣営・所属   | 趙均用→朱元璋                                        |
| 家族・一族   | 兄弟 : 薛綱                                          |

はじめは徐州の趙均用に仕え、元帥として泗州を守っていた。
至正19年（1359年）、趙均用死後、泗州を明け渡し、朱元璋に仕えることになった。
至正22年（1362年）5月、大都督の朱文正に従い、南昌を守った。
至正23年（1363年）4月、陳友諒が大軍で南昌を攻めた。薛顕は章江門・新城門を守った。陳友諒軍は激しい攻撃を加え、薛顕は防戦に努めていた。5月、陳友諒軍は新城門を攻撃した。薛顕は新城門を開いて突入し、白兵戦を行った。平章の劉進昭を斬り、副将の枢趙祥を捕らえて、敵軍を退けた。この戦いで百戸の徐明が捕われ、刑死した。約3カ月、南昌を守り抜き、陳友諒軍は囲みを解いた。
至正25年（1365年）1月、参政の何文輝と共に新淦を攻め、守将の鄧仲謙を斬った。周囲の郡県を降して、これらの功により、江西行省参政に抜擢された。10月、徐達に従い、淮東を攻略した。
至正26年（1366年）8月、常遇春と共に湖州を攻めた。9月、常遇春と分かれて廖永忠と共に徳清を攻略した。軍船40艘を獲り、院判の鍾正・晋徳成を捕らえた。10月、徐達・顧時と共に昇山の水寨を攻めた。張士誠は五太子を援軍として向かわせた。五太子と常遇春が戦い、薛顕は水軍を率いて奮戦し、敵軍の軍船を焼いた。敵軍は壊滅し、その後、五太子・朱暹・呂珍ら旧館を明け渡して降伏して捕虜6万を得た。常遇春は「今日の戦いは将軍の功である。私の力は将軍の力には及ばないだろう」と言った。五太子らが降ったことを聞き、人々は恐れ、湖州は攻略された。11月、平江を囲み、諸将と共に戦った。
至正27年（1367年）9月、張士誠を滅ぼした後、褒賞として綵幣・表裏6匹を賜り、行省右丞に進んだ。10月、徐達に従い、北伐に参加した。11月、沂州、12月に兗州を攻略した。
洪武元年（1368年）、青州・済州、2月に東昌・棣州・楽安を攻略した。4月、河南・関陝を奪還した。渡河して、衛輝・彰徳・広平・臨清を攻略した。7月、騎兵・歩兵・水軍を率いて徳州・長蘆を攻略した。元軍を河西務・通州で破った。8月、元の首都の大都を攻略した。傅友徳・曹良臣・顧時らと共に、北への要路を巡察した。大同を攻略し、喬右丞ら34人を捕らえた。山西を攻略した。9月、保定を攻略し、七垛寨を奪った。11月、石州で脱因帖木児を追撃して破った。傅友徳と共に鉄騎兵3千を率いて定西を攻略した。12月、太原を攻め、傅友徳と共に決死隊数十騎を率いて、ココ・テムル軍を敗走させ、豁鼻馬を降した。傅友徳と共に賀宗哲を石州で迎撃して破った。
洪武2年（1369年）2月、白崖寨・桃花寨を奪った。3月、徐達と平陽で合流し、関中に入った。4月、臨洮に至り、馬鞍山の西の寨を攻めた。多くの畜産を獲り、寧夏で元の豫王とココ・テムルを破った。5月、徐達と合流し、平涼を攻略した。慶陽の守将の張良臣が偽って降伏してきた。薛顕は5千騎を率いて慶陽の受け入れに向かった。出迎えた張良臣は道中にひれ伏して、へりくだったふりをして、帰順の意を示した。張良臣は夜に薛顕の陣営を襲った。指揮・張煥は捕らわれ、不意を衝かれた薛顕は手傷を負ったが、囲みを突破して難を逃れた。張良臣は城に篭り、徐達はこれを囲んだ。
7月、張良臣を助けるため、ココ・テムルは韓札児に原州を攻めさせた。薛顕は傅友徳と共に霊州に駐屯して、敵軍を抑えた。8月、張良臣は支援を断たれ、ついに敗れた。その後、顧時・傅友徳と共に賀宗哲を六盤山に追撃し、ココ・テムルを追い払って、陝西を平定した。
洪武3年（1370年）、薛顕は勝手に役人・獣医・騎兵・千戸の呉富を殺し、朱元璋はその罪を数え上げた。11月、永城侯に封ぜられたが、海南へ流された。薛顕の俸禄のうち、3分の1を呉富や騎兵らの血縁者に、3分の1をその母や妻に与えて、罪を相殺させた。海南に流されて1年が経ち、朱元璋はこれを思い出し、薛顕を召還した。世券、食禄1千5百石を賜った。
洪武4年（1371年）、徐達に従い、漠北遠征に向かった。河南の巡視を行い、7月、山西で練兵を行った。徐達に従い、北辺を巡った。
洪武13年（1380年）8月、曹震・楊璟と共に北平で屯田を行った。
洪武15年（1382年）12月、山西方面の軍務を執り行った。
洪武20年（1387年）1月、征虜大将軍の馮勝に従い、ナガチュ討伐に参加し、金山に向かった。冬、応天府に召還されたが、山海衛で亡くなった。永国公を贈られ、桓襄と諡された。
洪武23年（1390年）、胡惟庸の獄に追座して、爵位を除かれた。

## 人物・逸話
- 北伐の際、朱元璋からの詔で『薛顕、傅友徳の勇略は軍中でも一番である』との言葉を賜った。